# Titus Varius Priscus
Titus Varius Priscus (vollständige Namensform Titus Varius Titi filius Claudia Priscus) war ein im 2. Jahrhundert n. Chr. lebender Angehöriger des römischen Ritterstandes (Eques). Durch eine Inschrift, die in Celeia gefunden wurde, ist seine Laufbahn bekannt, die in der Inschrift als cursus inversus, d. h. in absteigender Reihenfolge wiedergegeben ist.
Die militärische Laufbahn von Priscus ging mit fünf Positionen über die für einen Angehörigen des Ritterstandes üblichen Tres militiae hinaus. Zunächst wurde er Kommandeur (Praefectus) der Cohors I Lusitanorum equitata, die in der Provinz Pannonia inferior stationiert war. Im Anschluss war er Tribunus militum in einer Legion, deren Name in der Inschrift nicht erhalten ist. Danach übernahm er die Leitung der folgenden Reitereinheiten (in dieser Reihenfolge): der Ala I Hispanorum Campagonum civium Romanorum, die in der Provinz Dacia superior stationiert war, der Ala I Taurianorum torquata victrix, die in der Provinz Mauretania Tingitana stationiert war und zuletzt der Ala I Ulpia contariorum miliaria, die in der Provinz Pannonia superior stationiert war.
Im Anschluss wurde er Kommandeur der Classis Britannica. Danach war er Statthalter (procurator provinciarum) in den folgenden Provinzen (in dieser Reihenfolge): Dacia inferior, Mauretania Tingitana sowie einer weiteren Provinz, deren Name in der Inschrift nicht erhalten ist; hierbei dürfte es sich vermutlich um Raetia handeln. Durch ein Militärdiplom ist belegt, dass Priscus 157 Statthalter in Mauretania Tingitana war; durch ein weiteres Diplom ist nachgewiesen, dass er noch im selben Jahr durch seinen Nachfolger abgelöst wurde.
Priscus war in der Tribus Claudia eingeschrieben. Er war der jüngere Bruder von Titus Varius Clemens.
Die Inschrift wird bei der Epigraphik-Datenbank Clauss-Slaby auf 151/170 datiert. Anthony Birley datiert seine militärische Laufbahn in einen Zeitraum von ca. 140 bis 151. John Spaul datiert sein Kommando über die classis Britannica auf einen Zeitraum nach 140, während Anthony Birley dieses Kommando in einen Zeitraum von ca. 152 bis 154 datiert.